# Toliara (Provinz)
Toliara (auch Toliary oder Tuléar) ist eine ehemalige Provinz im Südwesten Madagaskars. Die Provinz hatte 2001 rund 2,23 Millionen Einwohner auf einer Fläche von 161.405 km². Hauptort war die gleichnamige Stadt Toliara. Am 4. April 2007 ließ Marc Ravalomanana ein Referendum über eine Änderung der Verfassung abhalten, das eine neue Verwaltungsgliederung ohne Provinzen ab Oktober 2009 festlegte.
In Toliara liegen die Nationalparks Zombitse Vohibasia, Andohahela und Kirindy-Mitea.

## Verwaltungsgliederung
Bis  Oktober 2009 war Madagaskar in sechs Provinzen (faritany mizakatena) aufgeteilt. Die 2004 gegründeten Regionen (Faritra) waren bis zur Auflösung der Provinzen zweite Verwaltungseinheit. Ab November 2009 wurden sie somit erste administrative Verwaltungseinheit. Die Regionen sind jeweils in Distrikte (Fivondronana) unterteilt. Nachfolgend ist die Gliederung für die ehemalige Provinz Toliara dargestellt.
| - Region Androy - 2. Ambovombe - 5. Bekily - 6. Beloha - 21. Tsiombe - Region Atsimo-Andrefana - 3. Ampanihy - 4. Ankazoabo - 8. Benenitra - 9. Beroroha - 10. Betioky Sud - 15. Morombe - 17. Sakaraha - 19. Toliara I - 20. Toliara II | - Region Anosy - 1. Amboasary - 11. Betroka - 18. Tôlan̈aro - Region Menabe - 7. Belo sur Tsiribihina - 12. Mahabo - 13. Manja - 14. Miandrivazo - 16. Morondava |